# Manjabálago y Ortigosa de Rioalmar
Manjabálago y Ortigosa de Rioalmar (anteriormente denominado Manjabálago) es un municipio de España perteneciente a la provincia de Ávila, en la comunidad autónoma de Castilla y León. El término municipal, formado por los núcleos de Manjabálago (sede del ayuntamiento) y Ortigosa de Rioalmar, tiene una población de 26 habitantes (INE 2024).

## Geografía
Manjabálago, la localidad capital del municipio, está situada a una altitud de 1276 m sobre el nivel del mar. Por el municipio pasa el río Almar.

## Toponimia
"... In vniuersam Hispaniã M. Varro peruenisse Iberos & Persas,& Phoenicas, Celtasq, Poenos tradit...". 
"... M. Varro refiere que a toda España llegaron iberos, persas, fenicios, celtas y púnicos...".
Quizá el topónimo provenga del persa *manjaláb agua contaminada; en las proximidades existe un Arroyo de Mataburros.
Vástagos de Hércules I (pendiente de edición).
| Noroeste: Hurtumpascual     | Norte: Gallegos de Sobrinos | Noreste: Muñico            |
| Oeste: Hurtumpascual        |                             | Este: Valdecasa            |
| Suroeste: San Juan del Olmo | Sur: San Juan del Olmo      | Sureste: San Juan del Olmo |

## Historia
En Ortigosa vivió un tío de Santa Teresa de Jesús llamado Pedro de Cepeda, que se retiraría en el Monasterio San Jerónimo de Guisando en El Tiemblo. Cuando Santa Teresa iba a ir a Becedas a una curandera para curarse de una enfermedad, en su camino de Ávila a Becedas paró en Ortigosa en su primera etapa y su tío le regaló El Tercer Abecedario del franciscano Francisco de Osuna. De camino a Becedas les informan de que la curandera no trabaja en invierno, pues trata a los enfermos con plantas que no salen hasta primavera. Deciden pues esperar el momento adecuado en Castellanos de la Cañada, en casa de la hermana mayor de Teresa, María de Cepeda.

En 2013 el municipio de Manjabálago cambió su nombre por el de Manjabálago y Ortigosa de Rioalmar para incorporar en él a Ortigosa, por entonces una localidad más poblada que Manjabálago, sede del ayuntamiento.

## Demografía
Manjabálago cuenta con una población de 26 habitantes (INE 2024).
| Gráfica de evolución demográfica de Manjabálago entre 1842 y 2021 |
| |
| Población de derecho según los censos de población del INE. Población de hecho según los censos de población del INE.En este censo se denominaba Manjabálago y anejos: 1842. |